# 拉斯拉哈斯 (查梅區)

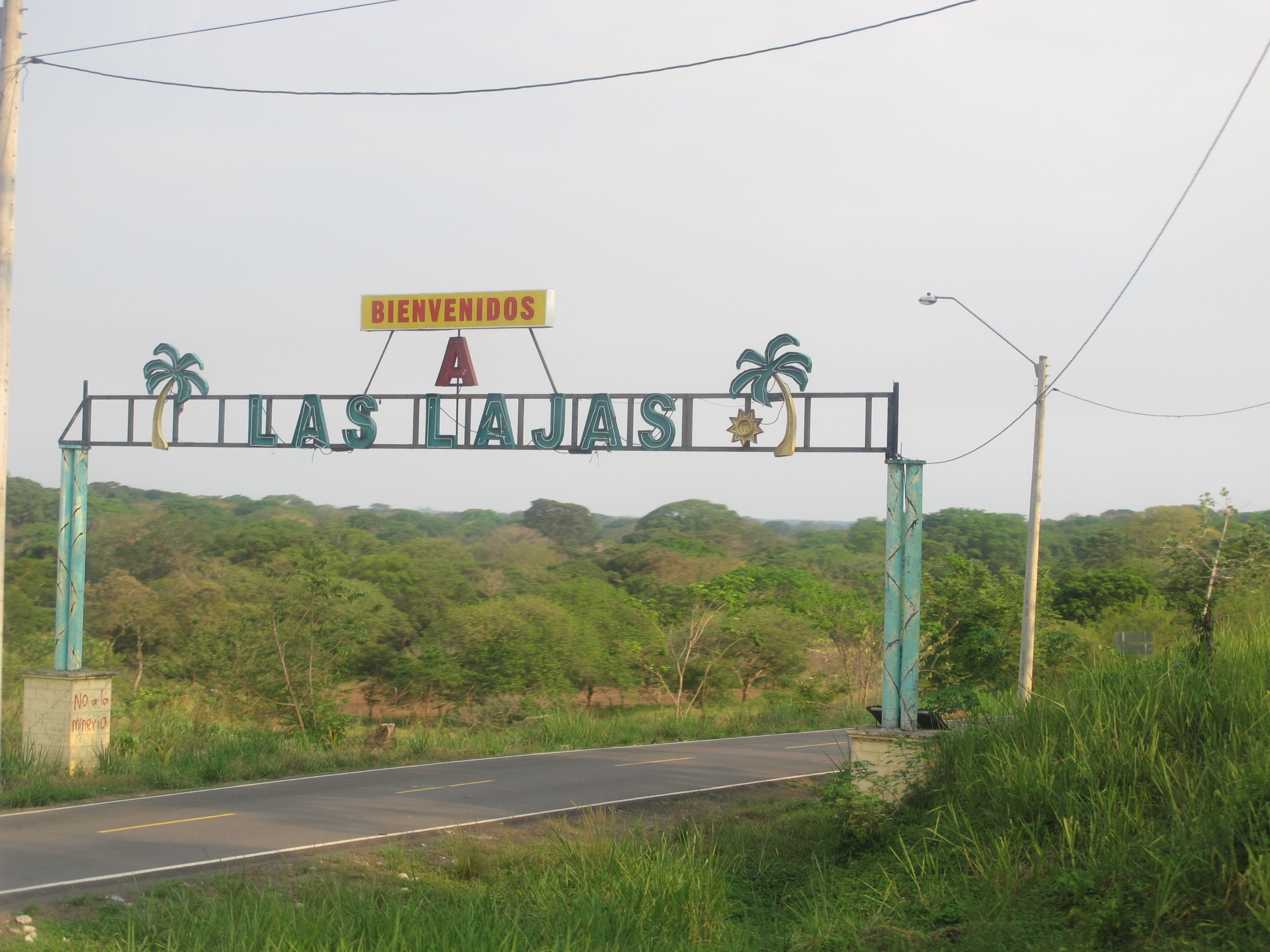
拉斯拉哈斯

拉斯拉哈斯（西班牙語：Las Lajas），是巴拿馬的城鎮，位於該國中東部，由西巴拿馬省的查梅區負責管轄，面積13.3平方公里，海拔高度54米，2010年人口3,431，人口密度每平方公里258.4人。